# Ensemble de lancement
Un ensemble de lancement, dans le domaine de l'astronautique, est la partie d'une base de lancement comprenant les installations spécifiques destinées à la préparation, aux essais et au lancement d'un véhicule aérospatial. Un ensemble de lancement comporte généralement: une aire de lancement, une aire de stockage, un centre de lancement et un hall d'assemblage.
Les termes correspondants en anglais sont launch complex et launch site.

## Référence
Droit français : arrêté du 20 février 1995 relatif à la terminologie des sciences et techniques spatiales.